# Acacia burttii
Acacia burttii é uma espécie de leguminosa do gênero Acacia, pertencente à família Fabaceae.